# Nicolas Filippi
Pour les articles homonymes, voir Filippi.
Nicolas Filippi, né le 21 novembre 1981, est un coureur cycliste français, spécialiste du VTT cross-country.

## Palmarès en VTT

### Championnats du monde
- Åre 1999
  -  Champion du monde du cross-country juniors
  -  Médaillé d'argent du relais mixte (avec Miguel Martinez, Sandra Temporelli et Julien Absalon)

### Championnats d'Europe
- Porto de Mós 1999
  -  Champion d'Europe du cross-country juniors